# Elenco de As Brasileiras
Esta é uma lista do elenco da série de televisão brasileira de 2012, As Brasileiras.

## Elenco principal
O elenco se dividirá entre os vinte e dois episódios da série.

### A Justiceira de Olinda
| Intérprete         | Personagem                |
| ------------------ | ------------------------- |
| Juliana Paes       | Janaína                   |
| Marcos Palmeira    | Anderson                  |
| Leona Cavalli      | Valquíria                 |
| Cyria Coentro      | vizinha                   |
| Maria Menezes      | vizinha                   |
| George Sauma       | feirante                  |
| Fernando Ceylão    | enfermeiro                |
| Maria Helena Pader | recepcionista do hospital |

Elenco de apoio
| Intérprete    | Personagem   |
| ------------- | ------------ |
| Al San        |              |
| Felipe Koury  |              |
| Gláucio Gomes | caminhoneiro |
| Mary Sheyla   | vizinha      |
| Pedro Lobo    |              |
| Tito Junior   |              |
| Zeca Gurgel   |              |

### A Inocente de Brasília
| Intérprete      | Personagem                     |
| --------------- | ------------------------------ |
| Cláudia Jimenez | Augusta Barreto de Souza Ramil |
| Suely Franco    | Verinha                        |
| Flávio Bauraqui | Tadeu                          |
| Edson Celulari  | Jair Dantas                    |
| Ary Fontoura    | Castorino                      |
| Marcelo Olinto  |                                |

Elenco de apoio
| Intérprete       | Personagem           |
| ---------------- | -------------------- |
| Thaíssa Carvalho | secretária de Dantas |
| Ronaldo Tortelli |                      |
| Val Perré        | segurança            |
| Jorge José       |                      |
| Hélio Leite      |                      |

### A Selvagem de Santarém
| Intérprete             | Personagem     |
| ---------------------- | -------------- |
| Suyane Moreira         | Araí           |
| Danton Mello           | Diogo Matos    |
| Fábio Porchat          | Furtado        |
| Cláudio Torres Gonzaga | Prof. Jeremias |
| Laila Zaid             | Cibele         |
| Cláudio Tovar          | Xamã           |
| Arthur Monteiro        |                |
| Thaíssa Carvalho       | Jupiara        |

### A Viúva do Maranhão
| Intérprete       | Personagem       |
| ---------------- | ---------------- |
| Patrícia Pillar  | Ludimila Barreto |
| Marcello Antony  | Edson            |
| Suzana Faini     | Dona Diva        |
| Malu Galli       | Marilene         |
| Leopoldo Pacheco | Peçonha          |
| Flávio Tolezani  | Paulo            |

### A Sexóloga de Floripa
| Intérprete            | Personagem      |
| --------------------- | --------------- |
| Leandra Leal          | Rosa Maria      |
| Fábio Assunção        | Pablo Ponti     |
| Anderson Müller       | Lino            |
| Letícia Isnard        | Roberta         |
| Dani Barros           | Carmem Siqueira |
| Herbert Richers Jr.   | Nelson Luis     |
| Renata Castro Barbosa | Keila           |

Elenco de apoio
| Intérprete       | Personagem |
| ---------------- | ---------- |
| Vitor Mattos     |            |
| Rosimar de Mello |            |
| Edi Raffa        |            |

### A Desastrada de Salvador
| Intérprete       | Personagem |
| ---------------- | ---------- |
| Ivete Sangalo    | Raquel     |
| Theresa Amayo    | Helena     |
| Emanuelle Araújo | Úrsula     |
| Charles Fricks   | Tulio      |
| Lucci Ferreira   | Mauro      |
| Armando Babaioff | Pedro      |
| Cristiane Amorim | Telma      |

Elenco de apoio
| Intérprete         | Personagem    |
| ------------------ | ------------- |
| Nathália Schneider |               |
| Luísa Thiré        |               |
| Sylbeth Soriano    | Maria Eduarda |
| Wanderlucy Bezerra |               |
| Samuel de Assis    |               |
| Juliana Araújo     |               |
| Naura Schneider    |               |
| Niccolas Paixão    |               |

### A Culpada de BH
| Intérprete       | Personagem |
| ---------------- | ---------- |
| Ísis Valverde    | Catarina   |
| Raquel Fabbri    | Jô         |
| Bianca Comparato | Natasha    |
| Humberto Martins | Vitório    |
| Lavínia Vlasak   | Isabel     |
| Norma Blum       | Glédis     |

### A Fofoqueira de Porto Alegre
| Intérprete          | Personagem      |
| ------------------- | --------------- |
| Xuxa Meneghel       | Rita Prates     |
| Bianca Byington     | Flávia Veiga    |
| Giulia Gam          | Soraya          |
| Malu Valle          | Helena Soares   |
| Rodrigo Lombardi    | Rodrigo Prates  |
| Cláudio Manoel      | Walmir          |
| Serjão Loroza       | Éder            |
| Werner Schünemann   | Alberto Galleno |
| Christine Fernandes | Lili Galleno    |

Elenco de apoio
| Intérprete        | Personagem |
| ----------------- | ---------- |
| Priscila Marinho  | Marluce    |
| Alexandre Zacchia | assaltante |
| Kika Freire       | Zélia      |
| Juliana Guimarães | Íris       |
| Glaucia Rodrigues |            |
| Elisa Pinheiro    | Doralice   |
| Edi Raffa         |            |
| Thiago Victor     |            |
| Alexandre Zimer   |            |
| Gil Baroni        |            |
| Wendel Barros     |            |
| Nilvan Santos     |            |
| Dayse Pozatto     |            |

### A Indomável do Ceará
| Intérprete      | Personagem |
| --------------- | ---------- |
| Alice Braga     | Mirtes     |
| Rodrigo Santoro | Carioca    |
| Carla Daniel    | Jupiara    |
| Gerson Lobo     | Genésio    |
| Babu Santana    | Edmundo    |
| Diogo Oliveira  | Jeferson   |

Elenco de apoio
| Intérprete         | Personagem                  |
| ------------------ | --------------------------- |
| Luka Ribeiro       |                             |
| Marcelo Mello      |                             |
| Gustavo Falcão     |                             |
| Bruno Gradim       | rapaz da bicicleta          |
| Raquel Villar      | moça da bicicleta           |
| Wagner Santisteban | rapaz do cartaz             |
| Tião D'Ávila       | senhor na praia de nudismo  |
| Cecília Lage       | senhora na praia de nudismo |
| Júlio Braga        |                             |
| Renan de Abreu     |                             |

### A Perseguida de Curitiba
| Intérprete             | Personagem                 |
| ---------------------- | -------------------------- |
| Maria Fernanda Cândido | Sandra                     |
| Daniel Boaventura      | Jorge                      |
| Paulo Vespúcio         | ladrão                     |
| Kika Kalache           | Heloísa                    |
| Gottsha                | massagista                 |
| Analu Prestes          | Adelaide                   |
| Cristina Prochaska     | Iolanda                    |
| Marcelo Torreão        | homem na festa             |
| Pedro Nercessian       | rapaz torcedor             |
| César Cardadeiro       | rapaz tocedor              |
| Tatiana Vereza         | atendente do sex shop      |
| Gilberto Torres        | apresentador do telejornal |

Elenco de apoio
| Intérprete       | Personagem |
| ---------------- | ---------- |
| Lissa Diniz      |            |
| Emiliano Ruschel |            |
| Ignacio Aldunate |            |
| Márcio Ricciard  |            |
| Sônia Cardoso    |            |

### A Apaixonada de Niterói
| Intérprete        | Personagem           |
| ----------------- | -------------------- |
| Letícia Sabatella | Monique/Dolores      |
| Camila Morgado    | Mãe Vitória/ Suellen |
| Caco Ciocler      | Marcelo              |
| Débora Lamm       | Julinha              |

Elenco de apoio
| Intérprete    | Personagem |
| ------------- | ---------- |
| Munir Kanaan  |            |
| Edmundo Lippe |            |
| Adolfo Prado  |            |

### A Venenosa de Sampa
| Intérprete             | Personagem                      |
| ---------------------- | ------------------------------- |
| Giovanna Antonelli     | Gigi Ramon (Gislaine dos Ramos) |
| Vivianne Pasmanter     | Maria Eduarda Stein             |
| Fernando Eiras         | Edemar Ramos                    |
| Flávio Galvão          | Luiz Felipe Stein               |
| Cláudio Tovar          | Joseph La Rocche (Zé da Rocha)  |
| Cláudio Torres Gonzaga | Geraldo                         |
| Roberto Maya           | Dimas Durango                   |

Elenco de apoio
| Intérprete         | Personagem                  |
| ------------------ | --------------------------- |
| Kika Freire        | empregada                   |
| Miwa Yanagizawa    | Tizuka                      |
| Garcia Jr.         | Nestor                      |
| Luciano Vidigal    | motoqueiro                  |
| Maria Regina       |                             |
| Antônia Fontenelle | Clara Lis                   |
| Rafael Rodrigues   |                             |
| Adriana Bellonga   | assistente                  |
| Pia Manfroni       | trabalha no salão de beleza |
| Luiz Serra         | Dr. Nogueira                |
| Carlos Viegas      |                             |
| Alexandre Dacosta  | Sidney                      |
| Márcio Machado     | Gilberto                    |
| Henrique Taxman    |                             |
| Miguel Kelner      |                             |
| Zé Peregrino       |                             |

### A Reacionária do Pantanal
| Intérprete         | Personagem      |
| ------------------ | --------------- |
| Sandy              | Gabriela Palma  |
| Regina Braga       | Regina Palma    |
| Fernanda Paes Leme | Luísa           |
| Xuxa Lopes         | Noêmia          |
| Susana Ribeiro     | Guiomar Palma   |
| Danton Mello       | Gustavo Palma   |
| Cadu Fávero        | Guilherme Palma |
| Pedro Neschling    | Maurício        |
| Guilherme Winter   | Hugo            |
| Jackson Antunes    | Reginaldo       |
| Tamara Taxman      | Susana          |
| Carlo Mossy        | Frederico       |

Elenco de apoio
| Intérprete       | Personagem        |
| ---------------- | ----------------- |
| Créo Kellab      | atendente da loja |
| César Cardadeiro |                   |
| Leonardo Jabbour |                   |
| Raphael Uchôa    |                   |
| Lissa Diniz      |                   |
| Cláudia Ventura  | Lucy              |
| Marcelo Carvalho |                   |

### A Mascarada do ABC
| Intérprete     | Personagem    |
| -------------- | ------------- |
| Juliana Alves  | Janice        |
| Ângelo Antônio | Samuel        |
| Marcelo Saback | Rubi          |
| Mauro Mendonça | Seu Jonas     |
| Oscar Magrini  | Dono da Boate |

Elenco de apoio
| Intérprete            | Personagem |
| --------------------- | ---------- |
| Bruna Bee             |            |
| Ivan Gradin           |            |
| Clara Serejo          |            |
| Silvana Didonet       |            |
| Maria de Sá           |            |
| Luiz Lobo             |            |
| Maria Rizza Henriques |            |
| Cibele Santa Cruz     |            |

### A Adormecida de Foz do Iguaçu
| Intérprete         | Personagem |
| ------------------ | ---------- |
| Mariana Ximenes    | Liliane    |
| Guilherme Fontes   | Nelson     |
| Guilhermina Guinle | Helena     |
| Esteban Lamarque   | Juan       |
| Sebastião Lemos    |            |

Elenco de apoio
| Intérprete       | Personagem |
| ---------------- | ---------- |
| Ignacio Aldunate |            |
| Andrea Dantas    |            |
| Pablo Sanábio    |            |
| Ronaldo Gontijo  |            |
| Shana Falagan    |            |

### A Mamãe da Barra
| Intérprete              | Personagem                               |
| ----------------------- | ---------------------------------------- |
| Glória Pires            | Ângela Cristina                          |
| Ana Pires de Morais     | Maria de Lurdes "Malu" (11 anos)         |
| Antônia Morais          | Maria de Lurdes "Malu" (15 anos/21 anos) |
| Isio Ghelman Tony Ramos | Aluísio                                  |
| Nicette Bruno           | Dona Isaura                              |
| Chris Couto             | mãe na festa                             |
| Luisa Thiré             | mãe na festa                             |
| Ana Abbott              | professora                               |

Elenco de apoio
| Intérprete       | Personagem        |
| ---------------- | ----------------- |
| Alan Dias        |                   |
| Ana Rios         | vendedora da loja |
| Beth Lamas       | Débora            |
| João Pedro Costa |                   |
| Patrick Torres   |                   |
| Vitor Thiré      |                   |

### A De Menor do Amazonas
| Intérprete                   | Personagem            |
| ---------------------------- | --------------------- |
| Maria Flor                   | Shirley Moreira       |
| Marcos Palmeira              | Fernando Lima         |
| Jeniffer de Oliveira Andrade | Suzana Meireles       |
| Otávio Augusto               | Loureiro              |
| Rita Guedes                  | Astrid Meireles       |
| Roberta Rodrigues            | Dirce                 |
| Júlio Braga                  | amigo de Seu Loureiro |

Elenco de apoio
| Intérprete      | Personagem   |
| --------------- | ------------ |
| Emanoel Freitas | Edgar        |
| Julio Uchôa     | Jorge Castro |
| Luana Tanaka    | Karina       |
| Neia Santos     |              |
| Marcos Costa    |              |

### A Vidente de Diamantina
| Intérprete        | Personagem    |
| ----------------- | ------------- |
| Bruna Linzmeyer   | Clara         |
| Gregório Duvivier | Júlio         |
| Mateus Solano     | Heitor        |
| Rafael Primot     | Flávio        |
| Eva Todor         | Dona Conchita |
| Clarice Falcão    | moça no bar   |

### O Anjo de Alagoas
| Intérprete         | Personagem           |
| ------------------ | -------------------- |
| Cléo Pires         | Ana                  |
| Bruno Gagliasso    | Zé Sereno            |
| Carla Daniel       | Clotilde             |
| José Rubens Chachá | Coronel José Honório |
| Júlio Adrião       | Alma Penada          |
| Lincoln Vargas     |                      |

Elenco de apoio
| Intérprete       | Personagem             |
| ---------------- | ---------------------- |
| Cosme dos Santos | homem no armazém       |
| Kika Freire      | prisioneira do coronel |
| Caio Trindade    | prisioneiro do coronel |
| Tião D'Ávila     | atendente do armazém   |
| Jéssica Barbosa  |                        |

### A Sambista da BR-116
| Intérprete       | Personagem      |
| ---------------- | --------------- |
| Sophie Charlotte | Esplendor       |
| Malvino Salvador | Sivaldo Modesto |
| Clarice Niskier  | Cidinha         |
| Cris Vianna      | Marlene         |
| Priscila Fantin  | Berenice        |
| Lucy Ramos       | Dagmar          |
| Edmílson Barros  | cliente do bar  |

Elenco de apoio
| Intérprete         | Personagem      |
| ------------------ | --------------- |
| Sarito Rodrigues   |                 |
| Filomena Mancuzo   |                 |
| Lamartine Ferreira |                 |
| Nilvan Santos      | homem na igreja |
| Renan de Abreu     |                 |
| Julio Uchôa        |                 |

Participação especial
| Intérprete     |
| -------------- |
| Renato Lage    |
| Paulo Barros   |
| Viviane Araújo |
| Cláudia Santos |
| Cláudio Barros |

### A Doméstica de Vitória
| Intérprete        | Personagem         |
| ----------------- | ------------------ |
| Dira Paes         | Cleonice Cunha     |
| Dalton Vigh       | Fernando Guimarães |
| Betty Faria       | Muriel Aragão      |
| Inez Viana        | Zezé               |
| Carolina Oliveira | Cíntia             |

Elenco de apoio
| Intérprete      | Personagem  |
| --------------- | ----------- |
| Neila Tavares   | Anita Muniz |
| Fabíola Ribeiro |             |
| Munir Kanaan    |             |
| Adolfo Prado    |             |

### Maria do Brasil
| Intérprete          | Personagem        |
| ------------------- | ----------------- |
| Fernanda Montenegro | Mary Torres       |
| Paulo José          | Rômulo            |
| Pedro Paulo Rangel  | Ney               |
| Gustavo Falcão      |                   |
| Felipe Koury        | diretor da novela |
| Pedro Nercessian    | diretor da novela |
| Cris D'Amato        | Lorena            |
| Tammy Di Calafiori  | Ela Mesma         |
| Gustavo Leão        | Ele Mesmo         |
| Pietro Mário        | Fã de Mary        |

Participação afetiva
| Intérprete       | Personagem      |
| ---------------- | --------------- |
| Nathalia Timberg | Heloísa         |
| Marco Ricca      | Rogério Martins |
| Juliana Paes     | Ela Mesma       |

Elenco de apoio
| Intérprete        | Personagem                                   |
| ----------------- | -------------------------------------------- |
| Ilma Santos       |                                              |
| Cibele Santa Cruz |                                              |
| Munir Kanaan      |                                              |
| Clara Cerejo      |                                              |
| Pietro Mário      | senhor na plateia                            |
| Adriana Bellonga  | mulher de vermelho na plateia                |
| Matheus Costa     | Garoto que pede autógrafo na porta do Projac |
| Alexandre David   |                                              |
| Rose Verçosa      |                                              |